# Maciej Choe In-gil
Maciej Choe In-gil (kor. 최인길 마티아; ur. 1765 w Seulu w Korei; zm. 28 czerwca 1795 tamże) – koreański męczennik, błogosławiony Kościoła katolickiego.
Choe In-gil urodził się w 1765 r. W 1784 r. został katolikiem. Po powrocie Pawła Yun Yu-il z Pekinu Maciej Choe In-gil uczestniczył w wysiłkach mających na celu sprowadzenie księży katolickich do Korei, w szczególności miał zapewnić dla nich kryjówki i przygotował dom w Seulu. Ich wysiłki zostały uwieńczone sukcesem, gdy 24 grudnia 1794 r. przybył do Korei chiński misjonarz Jakub Zhou Wenmo. Zatrzymał się on w domu Macieja Choe In-gil. Po pewnym czasie obecność misjonarza w Korei stała się wiadoma władzom wrogo nastawionym do chrześcijan, przez co Jakub Zhou Wenmo musiał zmienić miejsce pobytu i ukrył się w domu Kolumby Kang Wan-suk. W tym czasie Maciej Choe In-gil, oczekujący na policję w swoim domu, przebrał się za Jakuba Zhou Wenmo, by dać mu więcej czasu na ucieczkę (było to możliwe, gdyż Maciej Choe In-gil dobrze mówił po chińsku). Został aresztowany, a wkrótce jego tożsamość wyszła na jaw. Aresztowano również Sabę Ji Hwang i Pawła Yun Yu-il biorących udział w sprowadzeniu misjonarza do Korei. Próbowano zmusić ich do zdradzenia miejsca pobytu księdza oraz do wyrzeczenia się wiary. Gdy usiłowania te zakończyły się niepowodzeniem zostali zamordowani 28 czerwca 1795, a ich ciała wrzucono do rzeki Han-gang.
Młodszy brat Macieja Choe In-gil, Ignacy Choe In-cheol, został również męczennikiem z powodu wiary w 1801 roku.
Macieja Choe In-gil i jego brata Ignacego Choe In-cheol beatyfikował papież Franciszek 16 sierpnia 2014 roku w grupie 124 męczenników koreańskich.
Wspominany jest 31 maja z grupą 124 męczenników koreańskich.